# Daphne malyana
Daphne malyana är en tibastväxtart som beskrevs av Blecic. Daphne malyana ingår i släktet tibaster, och familjen tibastväxter. Inga underarter finns listade i Catalogue of Life.